# 한아영
한아영은 대한민국의 텔레비전 드라마 작가이다. 

## 드라마
- 2024년 MBC 금토 미니시리즈 《이토록 친밀한 배신자》 ... 집필